# Národní park Jostedalsbreen
Národní park Jostedalsbreen (norsky Jostedalsbreen nasjonalpark) je norský národní park, ve kterém se nachází největší ledovec na evropské pevnině. Park byl vyhlášen královským výnosem ze dne 25. října 1991. V roce 1998 byl park směrem na severozápad rozšířen. Po tomto rozšíření se národní park rozprostírá na ploše 1 310 km2, z nichž 800 km2 pokrývá ledovec.

## Lokalita
Park leží ve Vestlandu na území obcí Luster, Sogndal, Gloppen, Sunnfjord a Stryn. V parku se nachází tři muzea a také návštěvnické centrum. Nejvyšším vrcholem parku je o výšce 2 083 m n. m. Lodalskåpa. Nejvyšší vrchol ledovce leží ve výšce 2 018 m n. m. a nazývá se Brenibba. Během let se ledovec zmenšuje a odkrývají se tak pozůstatky farem, které ledovec překryl v roce 1750.

## Název parku
Park byl pojmenován podle hlavního ledovce, Jostedalsbreen. Tento název se skládá ze jména staré obce Jostedal a slova bre znamenající ledovec.

## Fotogalerie

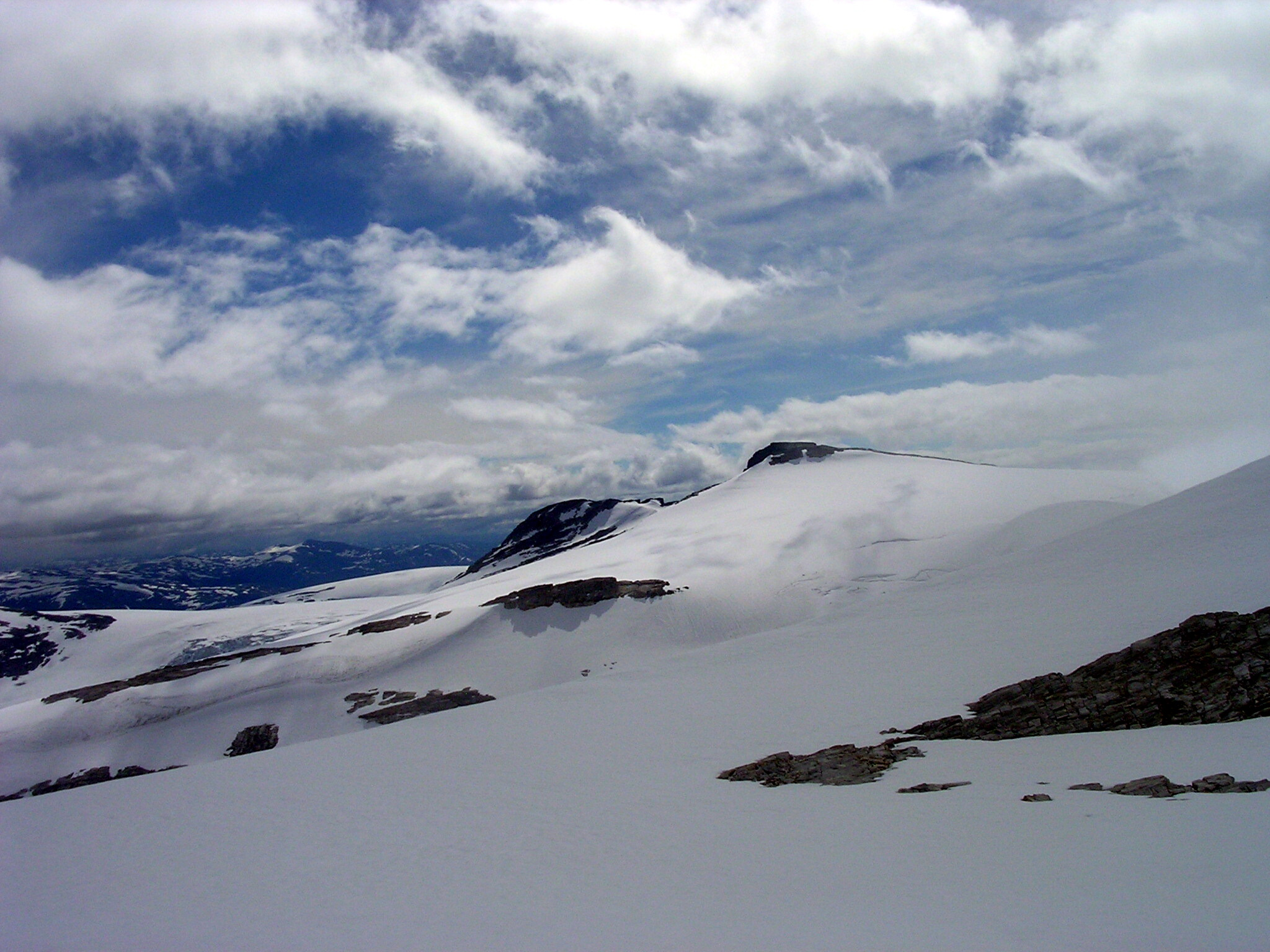
Brenibba
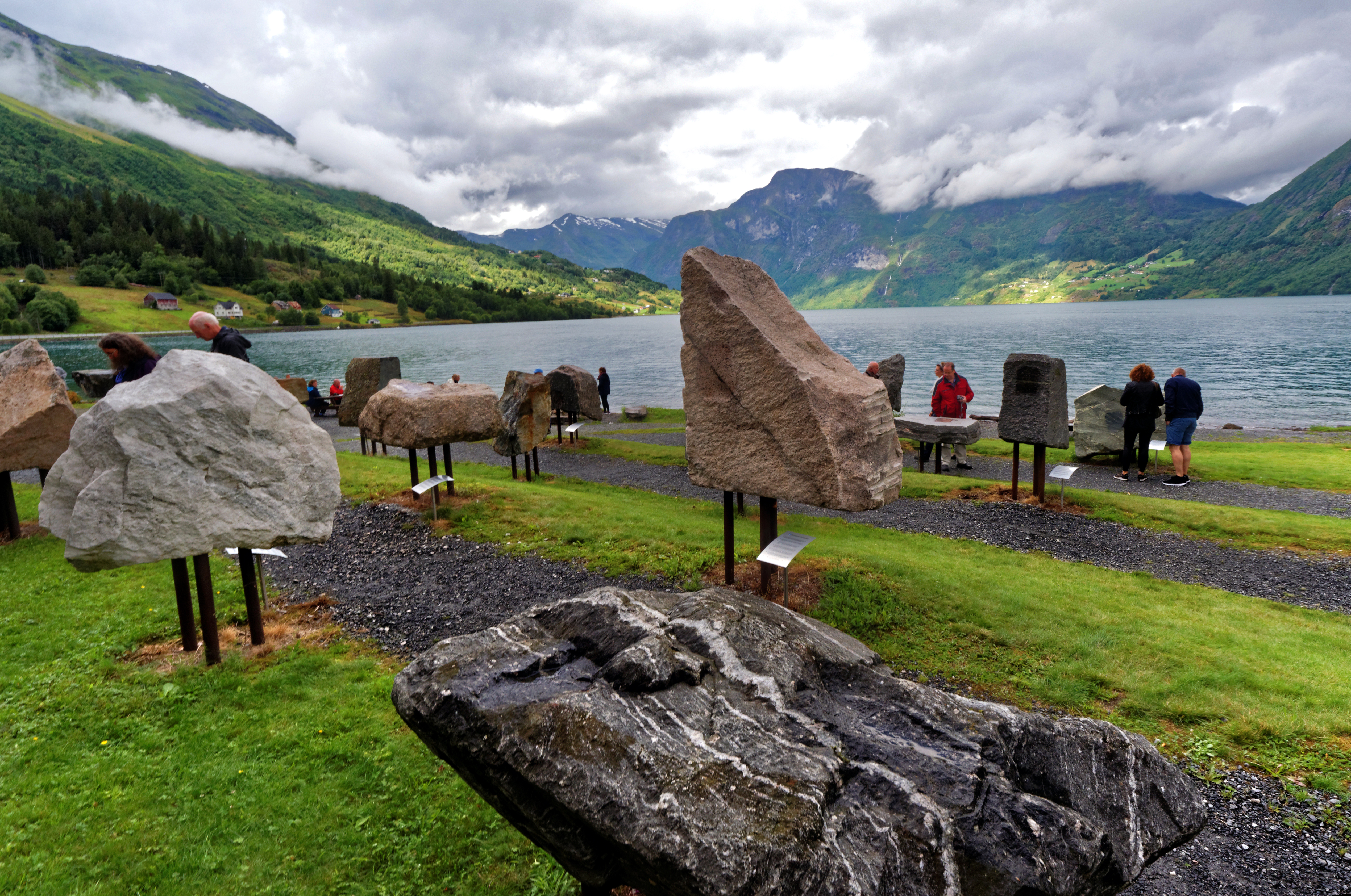
Návštěvnické centrum
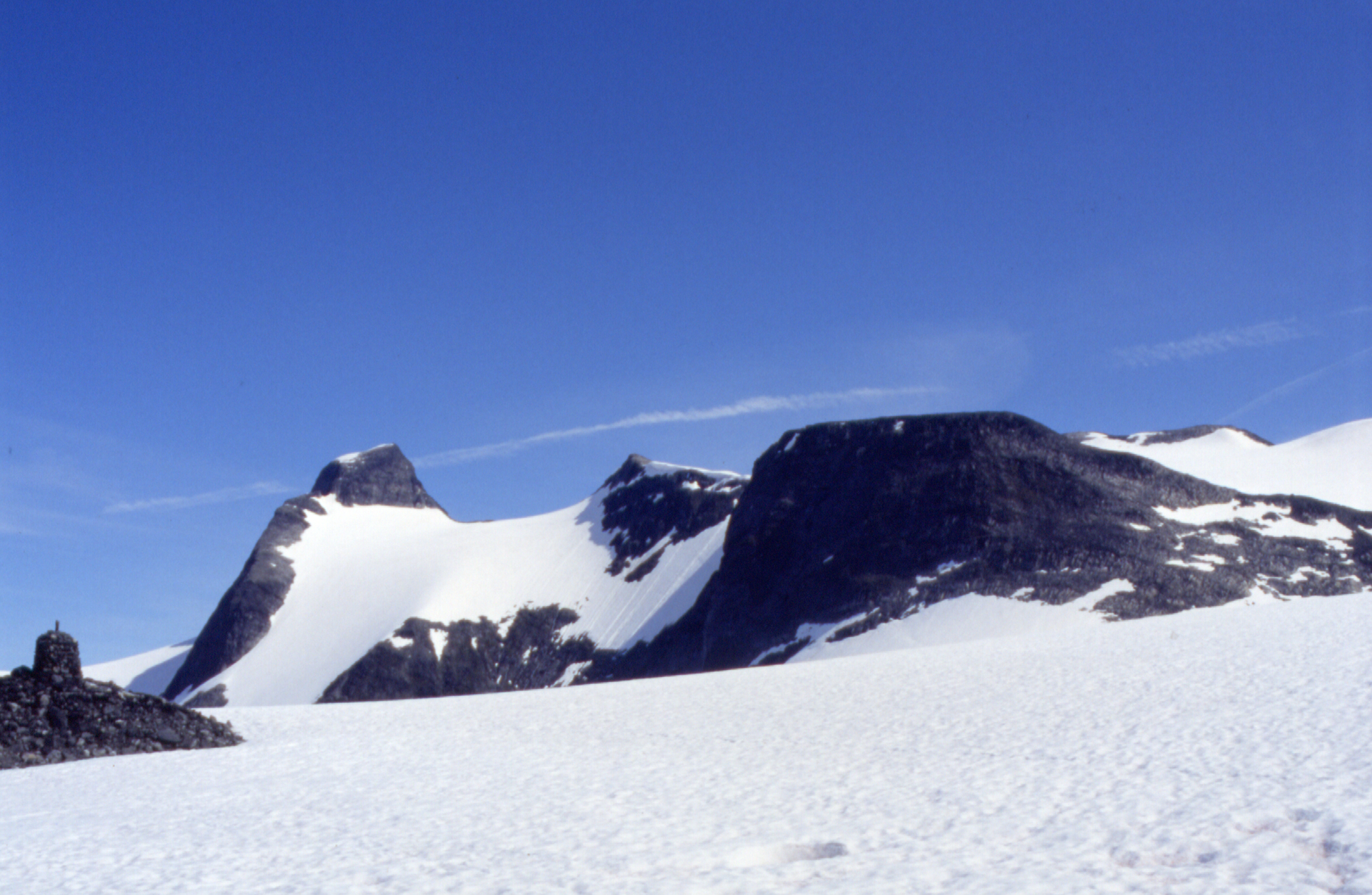
Lodalskåpa